# Constantine John Phipps

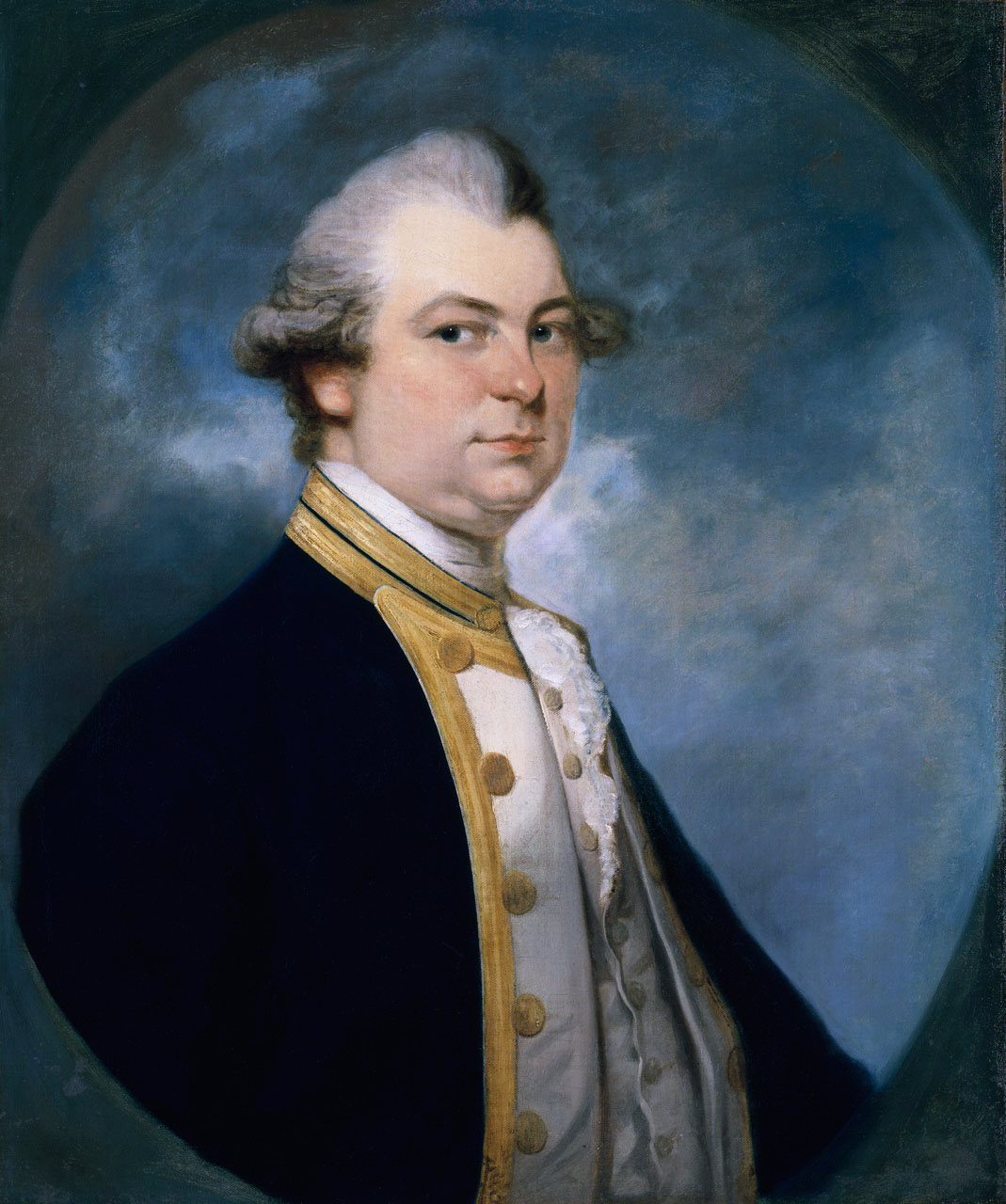
Constantine John Phipps (Ozias Humphry, ca. 1779, National Maritime Museum, Londen)

Constantine John Phipps (19 mei 1744 - Luik, 10 oktober 1792), later tweede baron Mulgrave, was een Engelse marineofficier en ontdekkingsreiziger.
Phipps had samen met onder meer Joseph Banks gestudeerd aan Eton College, maar was al jong, in januari 1759, in dienst gekomen van de marine. Hij diende aanvankelijk onder zijn oom Augustus Hervey, en had ten tijde van zijn ontdekkingsreis de rang van kapitein. In 1766 had hij met Banks een wetenschappelijke tocht naar Newfoundland gemaakt.
In 1773 hoorde Phipps over een door de marine georganiseerde ontdekkingstocht, en kreeg op eigen verzoek hierover de leiding. Zijn opdracht was even eenvoudig als onuitvoerbaar: Hij moest bij Spitsbergen noordwaarts varen tot aan de Noordpool. Hij had hiervoor de beschikking over twee schepen: de H.M. Racehorse onder zijn eigen commando en de H.M. Carcass onder Skeffington Lutwidge (1737-1814). Als gidsen in de Arctische zeeën diende een tweetal walvisvaarders. Tijdens de reis zouden wetenschappelijk waarnemingen worden gedaan.
Op 4 juni van dat jaar vertrok de expeditie vanaf de monding van de Theems. Op 28 juni kwam Spitsbergen in zicht. Vanaf 5 juli maakte het ijs de tocht noordwaarts moeilijk, en op 9 juli werd 80°36'N bereikt. Hij voer oostwaarts ten noorden van Spitsbergen, hopend op een opening in de 'muur van ijs', maar vond er geen. Daarna werd er tijd besteed aan onderzoek van het land en de zee. Op 18 juli werd een nieuwe poging ondernomen, en op 27 juli kwam hij tot het noordelijkste punt van de expeditie, op 80°48'N.
Rond 31 juli realiseerde men zich dat men opgesloten dreigde te raken in het ijs. Om te ontsnappen hakte de bemanning een kanaal door het ijs naar het westen. Als alternatief werden er ook boten klaargemaakt, waarmee men indien nodig naar een Nederlandse walvisvaardersnederzetting kon varen, maar op 10 augustus kwamen de schepen vrij uit het ijs, en op 25 september waren ze terug in Engeland.
Een bekend verhaal is dat twee schepelingen van de Carcass op een nacht uit het schip slopen, en ontdekt werden terwijl ze vochten met een ijsbeer. Ze werden teruggeroepen, maar een van hen, een jongen van 14, bleef vechten met de beer tot deze door een schot vanaf het schip werd weggejaagd. Hij verklaarde dat hij de beer had willen doden om de huid aan zijn vader te geven. De reden dat dit verhaal zo bekend is geworden, is dat de betreffende jongen de later beroemde zeeheld Horatio Nelson was.
Onder de ontdekkingen van de expeditie is de ivoormeeuw (Pagophila eburnea), terwijl Phipps ook de eerste was die een uitgebreide beschrijving gaf van een ijsbeer, en het dier de binomiale naam (Thalarctus maritimus, tegenwoordig Ursus maritimus) gaf.
Phipps diende ook als parlementslid, in 1768 voor Lincoln en in 1777 voor Huntingdon, en was vanaf 1775 baron Mulgrave.